# Allium habibii
Allium habibii — вид квіткових рослин з підродини цибулевих (Allioideae). Ендемік Узбекистану.

## Резюме
Цибулина куляста, 1–2 см. Стеблина 40–60 см заввишки. Листків 2, 1–2 см завширшки, коротші ніж стебло. Обгортки коротші за суцвіття. Суцвіття напівкулясте, багатоквіткове, нещільне. Листочки оцвітини блідо-рожевуваті з фіолетовою серединною жилкою, 5–6 мм завдовжки, лінійні, тупі. Пиляки фіолетові. Коробочка напівкуляста, 5 мм у діаметрі.

## Поширення
Цей вид росте в тіні скель Актавських гір (західний Памір).

## Етимологія
Вид названо на честь доктора Хабіба Шомуродова.